# 塔状雲

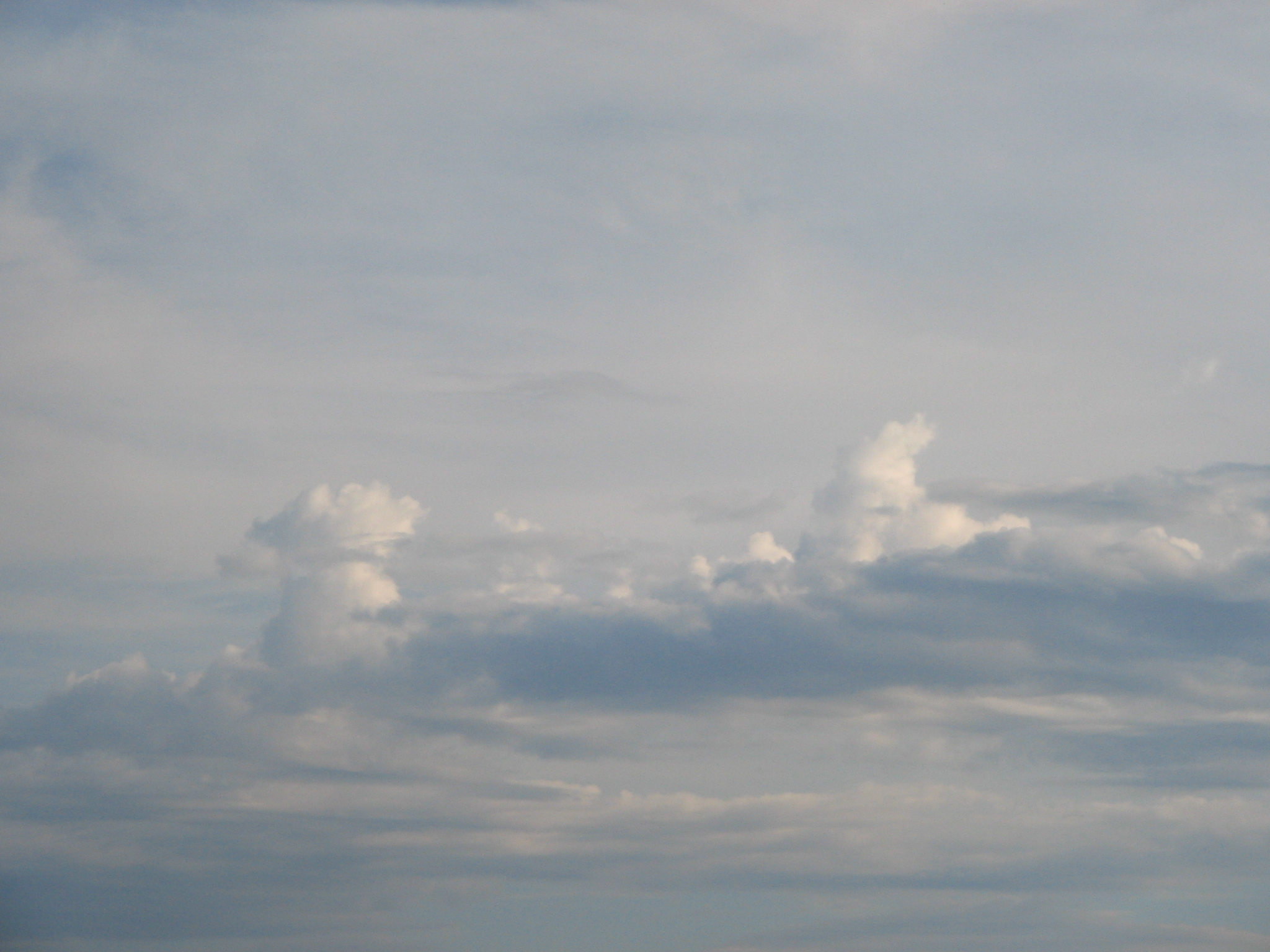
塔状層積雲

塔状雲（とうじょううん、ラテン語学術名:castellanus、略号:cas）とは、巻雲、巻積雲、高積雲、層積雲に見られる雲種の1つ。それぞれ塔状巻雲、塔状巻積雲、塔状高積雲、塔状層積雲と呼ぶこともある。
学術名はラテン語の"castellum"（高い城、城塞）に由来する。
雲の一部あるいは全体に、上部に積雲のようなこぶ状の盛り上がりを伴う塔のような垂直の立ち上りがあって、少なくとも一部の塔は水平の幅より垂直の高さの方が高く、雲の基底部分は繋がっていて並んだ列に見える。雲底は平らである。これらの特徴は横から見たときに分かりやすい。
巻雲や巻積雲では雲に影がなく、高積雲では影があり、層積雲では雲が全体的に灰色を呈する。
巻積雲、高積雲、層積雲では、雲のある層における大気の不安定がこの形を生じさせる。天候が悪化する兆しであり、その発達は不安定度の強さを反映している。発達した塔状高積雲や塔状層積雲は、雄大雲（雄大積雲）や積乱雲に変化することがある。
同じような形の積雲を塔状積雲と呼ぶことがあるが、国際雲図帳では雄大雲（雄大積雲）や積乱雲に分類する。

航空気象では塔上積雲（Towering Cumulus)を略号"TCU"とし、報じるべき重要な対流雲としている。